# マツダ・サバンナ
サバンナ（Savanna）は、東洋工業（現・マツダ）が生産していた乗用車および商用車である。マイナーツーリングカーレース参戦において「サバンナRX-3」の名称を用いた関係から、輸出名のRX-3（アールエックス-スリー）としても知られる。

## 概要
コスモ、ファミリア、ルーチェ、カペラに次ぐマツダ5車種目のロータリーエンジン搭載車として、1971年9月に発売された。開発コードはX808。
ボディタイプは当初セダンとクーペが用意され、後にスポーツワゴン（ステーションワゴン）が追加された。また、マツダのロータリーゼーション政策の一環としてライトバンも試作されたが、経済性に難があり発売はされなかった。他、レシプロエンジン版として姉妹車のグランドファミリアも併売されていた。
後述するモータースポーツ活動で日産・スカイラインGT-Rの連勝記録を止めたことや、値段が比較的安価であったことから、コストパフォーマンスに優れたスポーツカーとして人気を博した。

## 歴史

### 前期型 S102系（1971年-1973年）
最初のモデルは、10A型エンジン搭載で、トランスミッションは4速フロアMTのみ。最高出力は105馬力ではあるものの、ロータリーパワーに対応するべく、リヤのショックアブソーバーをバイアスマウントしていたのが特徴。これにより、トルクロッドを省略していた。また、燃料タンクは、航続距離の問題からこのクラスでは異例に大きい65 Lタンクを採用していた。発売直後のグレード展開は以下の通り。
- スポーツセダン
  - 標準車
  - RX
  - GR
- スポーツクーペ
  - 標準車
  - SX
  - GS
  - GSII

全7種で、GSIIは8トラックカーステレオを標準装備したシリーズの豪華モデル。それ以外のグレードはグランドファミリアに準じていたが、ロータリーエンジンを搭載するという性格上、全車にディスクブレーキを標準装備していた。なお、セダンGRには国産初のガラスプリントアンテナを採用している。
1972年1月にはグランドファミリアバンをベースにロータリーエンジンを搭載して乗用登録としたスポーツワゴンと、10A型搭載車では初となるREマチック（3速AT）を追加。さらに同年9月には最高出力120馬力の12A型エンジンを搭載した「サバンナGT」が発売された。これは「日本GP」優勝車の市販バージョンで、エンジンのパワーアップに伴いサスペンションも強化され、トランスミッションは5速タイプとなった（『絶版日本車カタログ』三推社・講談社、73頁参照）。

### 後期型 S124系（1973年-1978年）
その一方で低公害車であることを積極的にアピールし、1973年6月にはサーマルリアクターを装着した12A型を搭載する、昭和50年度排出ガス規制適合車のAPをシリーズに加えた。
1974年11月には10A型エンジン搭載車がカタログ落ちし、12A型に統一。GTを含めた全車が昭和50年度排出ガス規制に適合する。
1975年10月のマイナーチェンジで昭和51年度排出ガス規制に適合する。
1978年、サバンナRX-7に後を譲り生産終了となった。生産台数は28万5,887台。「サバンナ」の名はその後、2代目（FC型）RX-7まで使われ続けることになる。

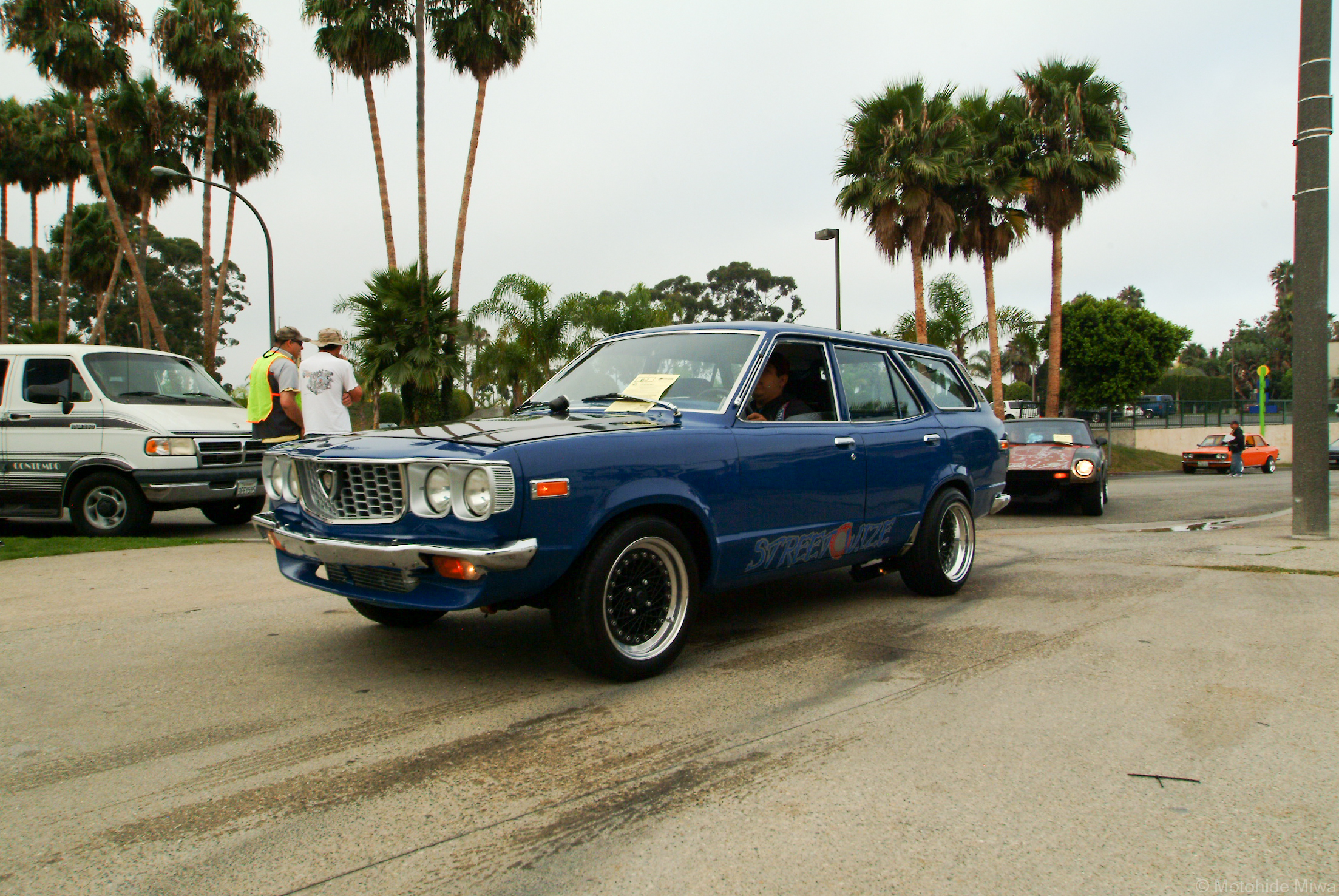
RX-3スポーツワゴン

## モータースポーツ
サバンナを使用したドライバーとして最も有名なのは片山義美であり、「ロータリー使い」とも呼ばれていた。なお1971年のデビューと同時にスポーツキットの開発が進行していたので、モータースポーツへの参戦は早かった。各年毎の成績を記載する。日本国外では1975年のル・マン24時間レースにジャン・ロンドーが唯一のロータリー車として出場している。
- 1971年:

TS仕様のサバンナのサーキット試走を開始しスポーツキットの開発に着手。
なおFISCOでのサーキットテストの時にスキー連盟からの依頼により屋根の部分にスキーヤーを載せてストレートを走行し、スキーヤーに実際にかかる風圧の体験試験を実施。
- 10月10日

富士グランチャンピオンシリーズ（富士GC）第5戦のツーリングチャンピオンレースBにマツダワークスから3台が参戦。寺田が4位入賞.
- 11月7日

全日本鈴鹿ゴールデントロフィーレースにマツダワークスから参戦。増田が総合4位/クラス2位に入賞。（総合優勝は、Rクラスの田中のニットラシェブロン）
- 12月12日

富士ツーリストトロフィ500マイル（富士TT）に参戦。マツダワークス サテライトチームから出場した。増田/加茂組が総合優勝を獲得し、GT-Rの50連勝を阻止。
- 1972年:

- 3月18日

RX3のTS認定完了（TSの規定生産台数をクリアしJAFの認定取得）以降サバンナは、12Aエンジン搭載車のRX3でのTSレース参戦が可能となる。
- 5月3日

72日本グランプリTS-bレースにRX3で出場し、1 - 3位まで表彰台を独占。ワークスGTRを撃破する。マツダは、ワークスチームとしてMMS（マツダモータースポーツ）を結成した最初の参戦。片山は、ポールtoフィニッシュで優勝。（1位片山RX3/2位武智カペラ/3位従野RX3）
- 7月2日

富士の日本オールスターレースのTS-bレースに従野が出場し優勝。
- 8月20日

全日本鈴鹿300 kmツーリングカーレースII部門（T-IIクラス）に出場し、従野が総合優勝を獲得。
- 9月3日

富士GCシリーズ富士インタ200マイルレーススーパーツーリングTCクラスに片山マツダから従野が参戦し予選1位/決勝4位を獲得。優勝は、日産ワークスGTRの北野。この従野のマシンは、リアの板ばねを1枚にしてリアアクスルをリンクで支えワットリンクを追加したサスペンションを持つ。（カペラの5リンクサスペンションのパーツを流用）当時の富士の6 kmコースは、30度バンクがありバンクでの操安性は、カペラのほうが優れていた。TS規定では、サスペンション形式の変更は不可能なので板ばねを単にばねのみとして使用。ヨーロッパツーリング選手権のチャンピオンマシンのフォードカプリも同様な足回りを採用。（カプリの場合、ばねはコイルばねを使用してダミーの板ばねをFRPで成型して使用）レースでは、従野のマシンのガソリンタンク変形が発生しガス欠が発生して後半スローダウン。このトラブル発生前までは、日産ワークスGTRの北野とデッドヒートを繰り返した。
- 10月18日

富士GCシリーズのTSにMMSから参戦。予選でツーリングカーとして富士の6 kmコースで初めて2分の壁を破る。従野がPP獲得、日産ワークスGTRの黒沢も2分の壁を切る。（予選：1位従野RX3/2位黒沢GTR/3位片山RX3の3名が2分の壁を破る）日産ワークスGTRとの死闘のすえ表彰台を確保（優勝は、増田のカペラ）以降日産ワークスGTRは、TSレースから引退。
- 11月23日

富士GCシリーズ富士ビクトリー200 kmのスーパーツリングで従野が優勝。RX3が富士GCシリーズのスーパーツーリングカー部門のチャンピオンを獲得。
- 12月頃

アフリカの現地ディーラーの要請を受け南アフリカのキャラミ耐久レースに2台参戦。日本からは、片山/武智のコンビも参戦し好成績を残す。
- 1973年

TS規定が変更となり、最低50台の生産でシリンダヘッド交換（OHCをDOHCへの変更）が認可された。これに伴い、REはペリフェラルポートの使用が認可される。マツダは、12Aのスポーツキットにペリフェラルポートを追加市販を実施。
- 1月14日

全日本鈴鹿新春300 kmレースのII部門に片山マツダから従野が参戦し総合優勝を獲得。このレースでは、日産ワークスのフェアレディ240Zの北野と戦う。
- 3月17日

富士GCシリーズ富士300 kmスピードレースのTS-bレースで片山マツダの片山が優勝。12Aペリフェラルポート使用車の初参戦で初優勝。
- 5月3日

日本グランプリTS-bレースでマツダオート東京の岡本安弘が優勝
- 7月29日

富士1000 kmレースにMMSから2台参戦。雨の中片山/岡本組が総合2位/クラス優勝を獲得。
- 11月4日

富士TT500マイルに片山マツダとマツダオート東京が参戦。ヨーロッパツーリングカー選手権のチャンピオンのワークスフォードカプリRS2台と対戦し、マツダオート東京（MSCC）からエントリの森部/河野組が総合2位に終わる。総合優勝は、Jマス/DグレムザのワークスカプリRS。この2位は、国産車で最上位であった。
- 11月23日

富士GCシリーズ富士ビクトリ200 kmのTS-bレースにMMSが参戦し予選で増田がTS-bのコースレコードを更新。メインレースでのバンクでの大事故（富士GC最終戦中野雅晴死亡事故）のためTS-bレースは中止。スーパーツーリングカー部門のチャンピオンを獲得。
- 1974年:

TS規定が改定され、FIAのグループIIとほぼ同等の規定となった。市販車のイメージを残すためフロントグリルの改造が禁止される。（ヘッドライトの装着が義務化）
- 3月24日

富士ツーリングチャンピオンレースで宮口が優勝。この年からスーパーツーリングは、GTSのフェアレディ240Zと混走で同一クラスとなる。
- 4月14日

富士ツーリングチャンピオンレースのTC-C部門で寺田が優勝。
- 6月2日:

富士GCシリーズ第2戦富士グラン200 kmのスーパーツーリング&GTレースで片山が優勝。富士ツーリングチャンピオンと同じくGTSのフェアレディ240Zと混走で同一クラスとなる。スーパーツーリング&GTレースは、第2戦から開催（第1戦は、休止）
- 7月28日

全日本富士1000 kmレースで猪原/中嶋悟組が総合4位/クラス優勝獲得。総合1 - 3位までは、GC用の2座席レーシングマシン。
- 8月18日

FUJI500レースで中嶋悟が総合2位/クラス優勝獲得。総合1位は、マツダオート東京の岡本/寺田組のGC用の2シーターレーシングのシグマGC73で12A搭載。
- 9月1日

富士GC富士インタ200マイルのスーパーツーリング＆GTレースで猪原が優勝。片山はリタイヤしたが、このレースから黄色/緑/黒に白ストライプのカラーリングに変更。カラーリングは、マツダ本社のデザイナーの手による。
- 9月29日

富士ツーリングチャンピオンレースのTC-C部門で中嶋悟が優勝。
- 10月

富士ツーリングチャンピオンレースでマツダオート東京の寺田陽次郎が初代チャンピオンを獲得。
- 1975年:
  - 1月26日

新春富士ツーリングオールスターレースで中嶋悟が優勝。
- 春頃(?)

片山マツダがサファリラリー用の車両を海外からの依頼により作成。
- 5月4日

日本グランプリTS/GTS-Bレースに出場し、片山が総合1位を獲得。RX3は、1 - 5位までを独占。
- 7月6日

鈴鹿で石油ショック後に初めて開催された全日本500 kmに片山マツダから片山/従野組が参戦し総合優勝。この時のマシンは、フロントグリルを改造したためRクラスで参戦。
- 11月23日

富士GCシリーズ富士ビクトリ200 kmのスーパーT&GTレースで片山マツダの猪原が優勝。RX3が富士GCシリーズのスーパーT&GTレース部門のチャンピオンを獲得。
- 1976年:

- 2月(?)

ナイトスポーツがデイトナ24時間レースに参戦するがリタイヤ。
- 5月3日

JAFグランプリTS/GTS-Bレースに片山マツダの片山が参戦し優勝を獲得。サバンナのレース参戦通算100勝を達成。
- 7月

片山レーシング設立。このとき片山義美専用にRX3の新車を製造。今まで片山マツダで片山が使用していたRX3は、足掛け約6年間使用されていた。
- 7月4日

鈴鹿ビッグジョントロフィレースのTS/GTS-II部門で片山レーシングの片山が優勝。新車のデビューレースでポール to フィニッシュを達成。従野のRX3での最終レース（2位入賞）
- 11月21日

富士GCシリーズの富士ビクトリ200 kmのスーパーT&GTレースで片山が優勝。RX3が富士GCシリーズのスーパーT&GTレース部門のチャンピオンを獲得。
- 12月5日

富士ツーリストトロフィレースにマツダオート東京と片山レーシングが参戦。マツダオート東京の寺田/岡本組が総合優勝、片山レーシングの片山/AG組が総合2位。この時の片山組のエンジンは、ディストリビュータが1個に変更（フロントハウジングの形状変更のみ）スポーツキットも12Aから12Bへ変更。
- 1977年:

- 3月20日

富士GCシリーズ富士300 kmスピードレースのスーパーT&GTレースで中嶋悟が優勝。
- 6月5日

JAF富士グランプリのTS/GTSチャンピオンレースで片山が優勝。片山のRX3での富士での最終レース。
- 8月28日

鈴鹿500 km自動車レースに片山レーシングから片山/岡本組が参戦し総合2位/クラス優勝を獲得。片山のRX3での最終レース。マツダオート東京がG2からG5へ仕様変更した251を作成し富士の耐久レースに参戦。後のRX7の252 - 254シリーズのベースとなる。
- 10月9日

富士グランチャンピオンシリーズ 富士マスターズ250 kmのスーパーT&GTレースで寺田が優勝。寺田のRX3での最終レース。RX3が富士GCシリーズのスーパーT&GTレース部門のチャンピオンを獲得。
- 1978年:

- 1月15日

新春鈴鹿500 kmレースに中嶋悟/杉山栄一組が参戦し総合2位を獲得。
- 2月

マツダオート東京がル・マン24時間レースチャレンジの予行演習としてデイトナ24時間レースに参戦するがリタイヤ。
- 5月3日

JAF富士グランプリのTS/GTSチャンピオンレースBで長坂が優勝。
- 10月8日

富士GCシリーズのスーパーT&GTレース部門のチャンピオンを獲得。
- 1979年:

富士グランドチャンピオンシップのスーパーT&GTレース部門が参加者の減少により廃止。スーパーT&GTレース部門の代わりにG5のスーパシルエットシリーズ（富士SS）に変更開催。
RX3でスーパーT&GTレース部門に参戦していた参加者は、エンジンを13Bに/エアロパーツの形状を変更して参戦を継続した。
- 3月25日

富士GCシリーズ富士300 kmスピードレースのスーパーシルエット（SS）で猪原が優勝
- 1981年:

- 8月30日

鈴鹿1000 km自動車レースに参戦し入賞。以降、鈴鹿でのRX3の参戦なし。
- 1982年:

富士GCシリーズのスーパーシルエット（SS）に参戦。以降、富士でのRX3の参戦なし。
その他、2024年にはマッドマイクことMike Whiddettが自身の所有しているサバンナワゴン(S102W)を使い、D1グランプリに参戦している。

## 車名の由来
熱帯の草原地帯に因む。